# Kuolemalammen suo
Kuolemalammen suo este o arie protejată (arie specială de conservare — SAC, sit de importanță comunitară — SCI) din Finlanda întinsă pe o suprafață de 62,5 ha, integral pe uscat.

## Localizare
Centrul sitului Kuolemalammen suo este situat la coordonatele 61°47′57″N 29°43′24″E / 61.7992°N 29.7233°E.

## Înființare
Situl Kuolemalammen suo a fost declarat sit de importanță comunitară în mai 2002 pentru a proteja 1 specie de plante și 1 specie de animale. Situl a fost protejat și ca arie specială de conservare în aprilie 2015.

## Biodiversitate
Situată în ecoregiunea boreală, aria protejată conține 7 habitate naturale: Lacuri și iazuri distrofice naturale, Mlaștini turboase de tranziție și turbării mișcătoare, Izvoare fino-scandinave și mlaștini produse de izvoare bogate în minerale, Mlaștini alcaline, Taiga vestică, Păduri caducifoliate de mlaștină fino-scandinave, Mlaștini împădurite.
La baza desemnării sitului se află mai multe specii protejate:
- plante (1): Hamatocaulis vernicosus
- mamifere (1): veveriță zburătoare siberiană (Pteromys volans)

Pe lângă speciile protejate, pe teritoriul sitului au mai fost identificate 3 specii de plante, 21 de specii de păsări, 1 specie de pești.